# Bojana Milošević
Bojana Milošević (in serbo Бојана Милошевић?; Kraljevo, 29 novembre 1965 – Belgrado, aprile 2020) è stata una cestista jugoslava.

## Carriera
Con la Jugoslavia, della quale fece parte dal 1983 al 1991, conquistò l'argento alle Olimpiadi di Seul. Alle Universiadi del 1987, lei e le altre ragazze, vinsero la medaglia d'oro, mentre a quelle del 1985 la medaglia di bronzo.
È morta nell'aprile 2020.